# Katja von der Bey
Katja von der Bey (* 21. Oktober 1962 in Remscheid) ist eine deutsche Kunsthistorikerin und Feministin. Als Geschäftsführerin der größten Frauengenossenschaft Deutschlands kämpft sie für die Geschlechtergerechtigkeit in der Wirtschaft.

## Leben und Leistungen
Katja von der Bey studierte Kunstgeschichte, Geschichte und Philosophie an der Universität zu Köln und dann an der Freien Universität in Berlin, wo sie seitdem lebt. Sie promovierte im Fachbereich Ästhetik und Kommunikation an der Carl-von-Ossietzky-Universität in Oldenburg. 2004 schloss sie eine zweijährige berufsbegleitende Ausbildung zur Fundraising Managerin (FA) ab.
Seit ihrem Studium beschäftigte sie sich mit feministischen Strategien in der Ästhetik. Sie führte zahlreiche Kunst- und Kulturprojekte durch, u. a. 1987 die Gründung des Lu Märten Vereins zur Förderung von Frauenforschung in Kunst und Kulturwissenschaft, 1988 die Organisation der 4. Kunsthistorikerinnentagung in West-Berlin und 1991 die Organisation der Ausstellung Dialoge. Ästhetische Praxis in Kunst und Wissenschaft von Frauen in Kiel. 1986–1991 führte sie gemeinsam mit Burkhard Sülzen eine eigene Galerie für zeitgenössische Kunst (galerie arndtstraße) in Berlin-Kreuzberg. In den 1990er Jahren kuratierte sie Ausstellungen und internationale Auftritte der Klang-Performancegruppe Audio Ballerinas. Katja von der Bey engagiert sich seit 1995 als ehrenamtliches Vorstandsmitglied des Kunstpflug e.V. und war von 2007 bis 2013 Präsidiumsmitglied in der Neuen Gesellschaft für Bildende Kunst (NGBK) Berlin. Seit 2014 engagiert sie sich in der Sing-Akademie zu Berlin und ist seit 2017 Vorstandsmitglied der gleichnamigen Stiftung.
1994 wurde von der Bey in den Aufsichtsrat der WeiberWirtschaft eG gewählt, wechselte 1996 in den Vorstand und übernahm nach ihrer Promotion die Geschäftsführung. Sie ist seit 2006 Berliner Regionalverantwortliche der bundesweiten gründerinnenagentur (bga). Als Geschäftsführerin der WeiberWirtschaft eG war sie am Aufbau und der Konsolidierung der Organisation beteiligt, an der Entwicklung und Umsetzung der Schwesterorganisation Gründerinnenzentrale – Navigation in die Selbständigkeit sowie am Aufbau des hauseigenen Mikrokreditprogramms, das die WeiberWirtschaft ihren Mitgliedern in Kooperation mit dem Verein Goldrausch anbietet. Auch für das Nachschlagewerk FrauenUNTERNEHMEN-Berlin trägt sie die Verantwortung. Mit der WeiberWirtschaft kämpft sie für die Geschlechtergerechtigkeit in der Wirtschaft, wofür sie 2013 mit dem Berliner Frauenpreis und 2017 mit dem Verdienstorden des Landes Berlin ausgezeichnet wurde. 2025 wurde ihr das Bundesverdienstkreuz am Bande verliehen.